# Іваненко Борис Васильович
Борис Васильович Іваненко (нар. 20 жовтня 1933, Канів — 13 березня 2008, Київ) — український архівіст, історик, журналіст, державний та компартійний діяч. Заслужений працівник культури України. Держ. службовець 1-го рангу (04.1994). Кандидат у члени ЦК КПУ в 1981—1990 р. Депутат Верховної Ради УРСР 10—11-го скликань.

## Дитинство, родина
Народився в родині вчителів. Українець.
Батько — Іваненко Василь Павлович (1908—1984) — вчитель, родом з Прилуччини (Чернігівська область);
Мати — Довженко Надія Миколаївна (1906—2005) — вчителька, походить з роду Довженків з с. Сосниці Чернігівської області, троюрідна сестра Олександра Довженка;
Дружина Світлана Карпівна (1937) — бухгалтер-економіст, пенсіонерка; син Сергій (1959—2008) — інженер, працював на телебаченні.

## Освіта
- 1950—1956 роки — історико-філософський факультет Київського державного університету ім. Т. Г. Шевченка,
- 1962—1964 роки — Вища партійна школа при ЦК КПУ, відділення преси, радіо і телебачення.

## Кар'єра
- 1956—1957 роки — завідувач відділу, заступник редактора Полонської районної газети «Ленінським шляхом» Хмельницької області.
- 1957—1960 роки — відповідальний секретар, редактор Любецької районної газети «Червоне Придніпров'я» Чернігівської області.
- 1960—1962 роки — редактор обласної газети «Комсомолець Чернігівщини».
- 1964—1965 роки — літературний працівник Чернігівської обласної газета «Деснянська правда».
- 1965—1966 роки — інструктор Чернігівського обласного комітету КПУ.
- 1966—1976 роки — інструктор, завідувач сектору радіо і телебачення відділу пропаганди і агітації ЦК КПУ.
- 1976 — березень 1978 року — 1-й заступник голови Державного комітету УРСР по телебаченню і радіомовленню.
- 29 березня 1978 — 11 грудня 1979 року — голова Державного комітету УРСР по телебаченню і радіомовленню.
- грудень 1979 — 1989 року — завідувач відділу культури ЦК КПУ.
- 1989 — червень 1996 року — начальник Головного архівного управління при Раді Міністрів УРСР (України).
- З 1996 року — провідний спеціаліст, у 1998—2000 роках — директор Центрального державного архіву громадських об'єднань України.

## Політична діяльність
- Член КПРС з 1953 року.

## Внесок у архівістику
На початку 1990-х років Б. В. Іваненко, спираючись на ядро фахівців архівної служби України, зумів зберегти систему державних архівів, запобігти кадровим втратам, забезпечити стабільний розвиток галузі. Під його керівництвом провадилася робота з демократизації діяльності державних архівів, зокрема розсекречування закритих раніше фондів, приймання на постійне зберігання документів колишніх МВС і КДБ УРСР.
Очолював групу з розроблення першого в історії української архівної справи Закону України «Про Національний архівний фонд і архівні установи».
Був одним із ініціаторів створення Українського науково-дослідного інституту архівної справи та документознавства.

## Громадська діяльність
Разом з Юлією Солнцевою — дружиною Олександра Довженка працював над створенням і відкриттям у 1960 р. в Сосниці літературно-меморіального музею геніального письменника та кіномитця, чиє ім'я є й понині візитівкою України, а після ліквідації в ході чергової адміністративно-територіальної реформи Сосницького району добивався його відновлення в 1965 р.
Був одним із ініціаторів створення Спілки архівістів України, правління якої очолював в 1999–2000 рр.
Один із засновників Товариства «Чернігівське земляцтво в Києві», виконавчий директор Товариства в 2000–2008 рр.
Член Спілки журналістів України (1970).

## Відзнаки
- Орден Трудового Червоного Прапора
- Орден «Знак Пошани»
- медалі
- Почесна грамота Президії Верховної Ради Української РСР
- Заслужений працівник культури України (1993)

## Захоплення
Вірші-посвяти друзям і колегам, риболовля.

## Вшанування пам'яті
20 жовтня 2008 Державний комітет архівів України, Український науково-дослідний інститут архівної справи та документознавства, Центральний державний кінофотофоноархів України ім. Г. С. Пшеничного, Центральний державний архів вищих органів влади та управління України, Центральний державний архів громадських об'єднань України, Товариство «Чернігівське земляцтво в Києві» провели Наукові читання, присвячені 75-річчю від дня народження Бориса Васильовича Іваненка
29 червня 2013 за ініціативою Прилуцького відділення Товариства «Чернігівське земляцтво» в м. Києві в с. Гурбинці Срібнянського району Чернігівської області встановлена пам'ятна дошка з написом: «У 1943–1953 роках навчався в Гурбинській середній школі відомий громадський діяч Іваненко Борис Васильович».